# سكوت أمبروز
سكوت أمبروز (بالإنجليزية: Scott Ambrose)‏ هو دراج نيوزلندي، ولد في 23 يناير 1995 في ويلينغتون في نيوزيلندا.

## وصلات خارجية
- الموقع الرسمي
- سكوت أمبروز على موقع الاتحاد الدولي للدراجات (الإنجليزية)
- سكوت أمبروز على موقع أرشيف الدراجات (الإنجليزية)
- سكوت أمبروز على موقع إحصائيات الدراجات الإحترافية (الإنجليزية)
- سكوت أمبروز على موقع نسبة الدراجات (الإنجليزية)